# Xenos indespectus
Xenos indespectus (лат.) — вид веерокрылых насекомых рода Xenos из семейства Xenidae. Встречаются в Южной Америке: Бразилия. От близких видов отличаются следующими признаками: основание максилл примерно равно нижнечелюстным щупикам, мандибулы по крайней мере в два раза длиннее максилл. Крылатые самцы на преимагинальной стадии и червеобразные безногие самки большую часть жизни проводят в теле общественных ос (Vespidae). Паразиты рода Polistes (точный вид ос не указан). Вид был впервые описан в 1962 году энтомологами S. J. Oliveira и M. Kogan по типовым материалам из Бразилии.